# Aéro-Service
La Société Aéro-Service Afrigo est une compagnie aérienne basée à Pointe-Noire, en République du Congo. Elle effectue des vols de transport de fret et de passagers d'affaires en République du Congo et dans les pays voisin avec pour base l'aéroport international Agostinho-Neto de Pointe-Noire.

## Histoire
La compagnie aérienne est créée et commence ses opérations en 1967 comme service de transport de fret aérien. Elle devient plus tard une compagnie aérienne indépendante et est aujourd'hui détenue par la société holding TAG Aviation. Entre le 16 novembre 2009 et 2020, les avions d'Aéro-Service sont interdits de vol dans l'Union européenne, à l'instar de toutes les autres compagnies aériennes enregistrées en République du Congo.

## Accidents et incidents
- En juin 1981 un Islander Britten-Norman (enregistré TN-ADS) est victime d'un crash, il est ensuite radié[1].
- Le 11 mars 1994, un Swearingen Merlin (enregistré TN-ADP) est endommagé de façon irréparable dans un crash à l'aéroport de Pointe-Noire, à la suite d'un vol de fret depuis Port-Gentil avec quatre passagers et deux membres d'équipage à bord. À l'approche de l'atterrissage, le train d'atterrissage ne s'est pas déployé, et les pilotes n'ont pas réussi à exécuter une remise des gaz[2].
- Le 23 décembre 2005, un Antonov An-24 (enregistré ER-AZX), qui a été loué à Pecotox Air, est lourdement endommagé après avoir quitté la piste à l'atterrissage[3].
- Le 25 janvier 2008, un Antonov An-12BP (enregistré EK-11660) subit une panne de frein au moment de la phase de roulage à l'aéroport de Pointe-Noire, percutant un Boeing 727-247 (enregistré 9L-LEF) stationné dans l'aéroport. Les deux avions sont endommagés sans réparation possible[4],[5].
- Le 19 juin 2010 à 10h00 heure locale, un CASA C-212 (enregistré TN-AFA) s'écrase près de Djoum, au Cameroun, tuant les neuf passagers et les deux membres d'équipage à bord[6].
- Le 30 novembre 2012, un Iliouchine Il-76T sur un vol de fret de Pointe Noire à Brazzaville, s'écrase à l'atterrissage avant la piste 5L à l'Aéroport international Maya-Maya de Brazzaville à cause du mauvais temps, dans un quartier résidentiel[7]. Les six membres d'équipage, dont cinq de nationalité arménienne, un officier de police à bord de l'avion, et 26 personnes au sol sont tués, et 14 personnes au sol sont blessées[8].